# Adjumani
Adjumani  este un oraș  în  Uganda. Este reședinta  districtului Adjumani.